# Comuna Nițchidorf, Timiș
Nițchidorf (germană Nitzkydorf, maghiară Niczkyfalva) este o comună în județul Timiș, Banat, România, formată din satele Blajova, Duboz și Nițchidorf (reședința).

## Localizare
Se situează în zona de sud-sud-est a județului Timiș, la limita dintre județele Timiș și Caraș-Severin.

## Istorie
Pe acest teritoriu e existat în evul mediu o localitate cu numele Kutus. Localitatea Nițchidorf este însă una nouă, înființată între 1784-1786, cu ocazia celui de-al treilea val de colonizări a șvabilor în Banat. Numele i-a fost dat în cinstea contelui Christoph von Nitzky, care i-a colonizat aici pe germani.

## Populație
Componența etnică a comunei Nițchidorf
     Români (86,72%)
     Ucraineni (4,59%)
     Alte etnii (1,35%)
     Necunoscută (7,35%)
Componența confesională a comunei Nițchidorf
     Ortodocși (83,01%)
     Baptiști (3,24%)
     Romano-catolici (2,36%)
     Adventiști (1,82%)
     Penticostali (1,28%)
     Alte religii (0,67%)
     Necunoscută (7,62%)
Conform recensământului efectuat în 2021, populația comunei Nițchidorf se ridică la 1.483 de locuitori, în scădere față de recensământul anterior din 2011, când fuseseră înregistrați 1.523 de locuitori. Majoritatea locuitorilor sunt români (86,72%), cu o minoritate de ucraineni (4,59%), iar pentru 7,35% nu se cunoaște apartenența etnică. Din punct de vedere confesional, majoritatea locuitorilor sunt ortodocși (83,01%), cu minorități de baptiști (3,24%), romano-catolici (2,36%), adventiști (1,82%) și penticostali (1,28%), iar pentru 7,62% nu se cunoaște apartenența confesională.
În anul 1900 populația satului număra 3394 de locuitori din care, 2167 germani, 1141 români, 60 maghiari, 26 alte nationalități.

## Politică
Comuna Nițchidorf este administrată de un primar și un consiliu local compus din 11 consilieri. Primarul, Dănuț-Ionel Drăghici[*], de la Partidul Social Democrat, este în funcție din 2016. Începând cu alegerile locale din 2024, consiliul local are următoarea componență pe partide politice:
|  | Partid                   | Consilieri | Componența Consiliului | Componența Consiliului | Componența Consiliului | Componența Consiliului | Componența Consiliului | Componența Consiliului | Componența Consiliului | Componența Consiliului | Componența Consiliului |
|  | ------------------------ | ---------- | ---------------------- | ---------------------- | ---------------------- | ---------------------- | ---------------------- | ---------------------- | ---------------------- | ---------------------- | ---------------------- |
|  | Partidul Social Democrat | 9          |                        |                        |                        |                        |                        |                        |                        |                        |                        |
|  | Uniunea Salvați România  | 2          |                        |                        |                        |                        |                        |                        |                        |                        |                        |

## Personalități
- Sebastian Kräuter (1922-2008), episcop romano-catolic de Timișoara (1990-1999) și apoi, din 1999, episcop emerit de Timișoara
- Balthasar Waitz (n. 1950) scriitor de limba germană, traducător și ziarist
- Herta Müller (n. 1953), scriitoare de limbă germană, laureată a Premiului Nobel pentru Literatură pe anul 2009